# Kalvanesholmane
Kalvanesholmane est une île norvégienne dans le comté de Hordaland. Elle appartient administrativement à Bekkjarvik.

## Géographie
Située au sud de Brattholmen, rocheuse et couverte d'une légère végétation en son centre, à fleur d'eau, elle s'étend sur environ 101 m de longueur pour une largeur approximative de 76 m. 